# Paraméteres egyenletrendszer

Példa egy parametrikus egyenletekkel definiált görbére a pillangó görbe

Paraméteres módon adunk meg egy görbét, ha a görbét (vagy felületet esetleg más függvényt) definiáló olyan egyenletrendszert adunk meg, amely a görbe tetszőleges pontjának koordinátáit segédváltozók segítségével fejezik ki.
Egyszerű példa: egy síkgörbe leírható úgy, hogy valamilyen menetrend szerint bejárjuk a görbe útvonalát. Paraméternek ekkor a t időt választhatjuk, paraméteres egyenletekként meg lehet adni a görbe minden egyes pontja x és y koordinátája eléréséhez szükséges időt (a paramétert) az út megkezdésétől számítva.
Ez a példa azt is megvilágítja, hogy egy görbe (például egy egyenes vagy kör) útvonal végtelen sokféle menetrend szerint bejárható, így végtelen sokféle paraméteres egyenlet írhatja le ugyanazt a görbét, felületet vagy függvényt.

## Példák
Például a parabola legegyszerűbb egyenletét:
{\displaystyle y=x^{2}\,}
át lehet írni paraméteres alakba t független paramétert választva:
{\displaystyle x=t\,}
{\displaystyle y=t^{2}\,}
Bár az előző példa némiképp triviális volt, vegyük az a sugarú kör parametrikus egyenletrendszerét:
{\displaystyle x=a\cos(t)\,}
{\displaystyle y=a\sin(t)\,}
Többdimenziós görbék leírására kényelmesebb paraméteres egyenletrendszereket választani. Például a
{\displaystyle x=a\cos(t)\,}
{\displaystyle y=a\sin(t)\,}
{\displaystyle z=bt\,}
egyenletrendszer egy a sugarú, 2πb menetemelkedésű térbeli (háromdimenziós) csavarvonalat ír le. (megjegyzendő, hogy az x és y koordináta paraméteres egyenlete megegyezik a kör egyenleteivel, így az mondható, hogy a kör olyan csavarvonal, melynek menetemelkedése 0, illetve a csavarvonal olyan kör, melynek vége nem ugyanazon a z értéken van, mint a kezdőpontja.)
Az ilyen kifejezések összevonva így írhatók:
{\displaystyle r(t)=(x(t),y(t),z(t))=(a\cos(t),a\sin(t),bt)\,}
A görbék megadása ilyen módon nemcsak praktikus, hanem hatékony is, például integrálható vagy deriválható az ilyen görbe változónként. Így például egy részecske sebessége megadható így is, ha az r(t) út-idő függvény paraméteres alakban is ismert:
{\displaystyle v(t)=r'(t)=(x'(t),y'(t),z'(t))=(-a\sin(t),a\cos(t),b)\,}
gyorsulása pedig:
{\displaystyle a(t)=r''(t)=(x''(t),y''(t),z''(t))=(-a\cos(t),-a\sin(t),0)\,}
Általában a paraméteres görbe egy független paraméter függvénye (amelyet általában t-vel jelölnek). Két vagy több független paraméter esetét lásd a paraméteres felületek szócikknél.

## Paraméteres egyenletrendszer konverziója egyetlen egyenletre
A paraméteres egyenletek konverziója egyetlen egyenletre az egyik (általában az egyszerűbb egyenlet) megoldását jelenti a paraméterre. Ezután a paraméter megoldását be kell helyettesíteni a másik egyenletbe, majd az eredményt általában egyszerűsíteni kell.